# 10 złotych 1969 25. rocznica PRL
10 złotych 1969 Dwudziesta piąta rocznica PRL – okolicznościowa moneta dziesięciozłotowa, wprowadzona do obiegu 19 lipca 1969 r. zarządzeniem z 10 czerwca 1969 r. (M.P. z 1969 r. nr 25, poz. 192), wycofana 1 stycznia 1978 zarządzeniem Ministra Finansów z dnia 21 maja 1977 r. (M.P. z 1977 r. nr 14, poz. 79).
Monetę wybito z okazji dwudziestej piątej rocznicy powstania Polskiej Rzeczypospolitej Ludowej.

## Awers
W centralnym punkcie umieszczono okrąg o średnicy równej połowie średnicy monety, w jego środku godło – orzeł bez korony, pod łapą orła znak mennicy w Warszawie, całość otoczona napisem „POLSKA RZECZPOSPOLITA LUDOWA 1969”.

## Rewers
Na tej stronie monety znajduje się okrąg o średnicy równej połowie średnicy monety, wypełniony promieniście rozłożonym snopkiem zboża, na jego dole napis „1944–1969”, powyżej monogram projektanta, całość otoczona napisem „•DWUDZIESTA•PIĄTA•ROCZNICA•P•R•L•”, a pod spodem napis „10 ZŁ”.

## Nakład
Monetę bito w Mennicy Państwowej, w miedzioniklu, na krążku o średnicy 28 mm, masie 9,5 grama, z rantem ząbkowanym, w nakładzie 2 000 000 sztuk, według projektu Jerzego Jarnuszkiewicz.

## Opis
Dziesięciozłotówka rozpoczyna cykl monet upamiętniających rocznice powstania Polskiej Rzeczypospolitej Ludowej.
Dziesięciozłotówka była jedną z trzynastu dziesięciozłotówek obiegowych z okolicznościowym wizerunkiem bitych w latach 1964–1972 w Mennicy Państwowej, na krążkach o dwóch średnicach:
- 31 mm (1964–1965), 4 typy oraz
- 28 mm (1966–1972), 9 typów.

Okolicznościowe dziesięciozłotówki jeszcze w pierwszej połowie lat siedemdziesiątych dwudziestego wieku, w obrocie pieniężnym występowały dość powszechnie, ze względu na fakt, że stanowiły ponad 17 procent całej emisji dziesięciozłotówek będących w obiegu (w roku 1973).
Moneta została wycofana z obiegu przez NBP w wyniku systemowej redukcji średnicy dziesięciozłotówek do 25 mm w związku z wprowadzeniem do obiegu monet o nominale 20 złotych i średnicy 29 mm.

## Powiązane monety
Jako okolicznościowe, kolekcjonerskie lub próbne kolekcjonerskie zostały wybite monety upamiętniające następne rocznice PRL:
- okolicznościowa w srebrze, wybita stemplem zwykłym, o nominale 200 złotych, z 1974 r. – 30. rocznica PRL,
- kolekcjonerska w srebrze, wybita stemplem lustrzanym, o nominale 200 złotych, z 1974 r. – 30. rocznica PRL,
- okolicznościowa w miedzioniklu, o nominale 100 złotych, z 1984 r. – 40. rocznica PRL,
- próbna kolekcjonerska w srebrze, o nominale 1000 złotych z 1984 r. – 40. rocznica PRL.

## Wersje próbne
Istnieje wersja tej monety należąca do serii próbnej w niklu z wypukłym napisem „PRÓBA” biegnącym ukośnie, na prawej stronie rewersu, wybita w nakładzie 500 sztuk oraz wersje próbne technologiczne w miedzioniklu (20 sztuk) i w złocie (5 sztuk).
W serii prób niklowych istnieje bardzo zbliżony graficznie projekt, z tym że napis „PRÓBA” biegnie pionowo, z góry do dołu, na prawej stronie rewersu, a same litery wszystkich napisów są mniejsze niż w wersji okolicznościowej. Również w serii próbnej niklowej wybite zostały dwa konkurencyjne projekty dziesięciozłotówki:
- 25-LECIE PRL
- XXV LAT PRL